# Biala Slátina
Biala Slátina (en búlgaro: Бяла Слатина) es una ciudad de Bulgaria, capital del municipio homónimo en la provincia de Vratsa.

## Geografía
Se encuentra a una altitud de 120 metros sobre el nivel del mar y a una distancia de 150 km de la capital nacional, Sofía.

## Demografía
Según estimación de 2012 contaba con una población de 12 246 habitantes.
|         | 2004   | 2005   | 2006   | 2007   | 2008   | 2009   | 2010   |
| Mujeres | 6 942  | 6 851  | 6 745  | 6 618  | 6 566  | 6 503  | 6 424  |
| Varones | 6 423  | 6 314  | 6 220  | 6 077  | 6 001  | 5 930  | 5 865  |
| Total   | 13 365 | 13 165 | 12 965 | 12 695 | 12 567 | 12 433 | 12 289 |